# Chaucer Elliott
Edwin Smith Elliott, surnommé Chaucer Elliott (né le 20 août 1878 à Kingston en Ontario, Canada – mort le 13 mars 1913 également à Kingston) est un joueur et entraîneur de football canadien, joueur et arbitre de hockey sur glace et joueur et entraîneur de baseball. Il est le grand-père de Bob Elliott, journaliste sportif couvrant le baseball.

## Biographie
Elliott joue au hockey sur glace et au football canadien au sein de l'Université Queen's tout en étudiant la médecine. Il joue en tant que halfback au football canadien et attaquant au hockey sur glace, tout en étant pendant deux ans le capitaine de l'équipe de football canadien. Il ne finit pas ses études et préfère continuer sa carrière sportive au sein des Granites de Kingston. L'équipe de football de 1899 remporte alors le titre de champion de l'Ontario Rugby Football Union (ORFU).
Dès 1903, il devient arbitre de hockey sur glace en officiant dans l'Association de hockey de l'Ontario, arbitrant la finale de 1912 de l'AHO entre Toronto et Orillia. En football canadien, il est au cours de l'hiver 1906 brièvement l'entraîneur des Argonauts de Toronto puis plus tard dans la saison, il guide les Tigers de Hamilton au titre de champion 1906 de l'ORFU. L'année suivante, il rejoint la ville de Montréal en devenant l'entraîneur du Montreal AAA Winged Wheelers. Ses réussites sont telles qu'il est nommé entraîneur général pour l'ensemble des sports de l'Association des athlètes amateurs de Montréal (MAAA). Il quitte son poste en 1911 pour prendre celui de directeur général de l'équipe de baseball des Saints de  St. Thomas (Ontario), de la Canadian League.
Atteint d'un cancer à l'aine, il se rend quelque temps à New York en 1912 afin de consulter des spécialistes avant de rentrer dans sa ville natale pour poursuivre son traitement. Il y meurt le 13 mars 1913 à 34 ans en laissant derrière lui une femme et un garçon âgé de 3 ans. Il est admis au Temple de la renommée du hockey en 1961 en même temps que Cooper Smeaton et Mickey Ion. Ils sont alors les trois premiers arbitres à intégrer le Temple.